# Guitinières
Guitinières település Franciaországban, Charente-Maritime megyében. Lakosainak száma 479 fő (2022. január 1.). Guitinières Clion, Nieul-le-Virouil, Saint-Hilaire-du-Bois és Saint-Sigismond-de-Clermont községekkel határos.

## Népesség
A település népességének változása:
| Lakosok száma | 371  | 327  | 343  | 400  | 470  | 516  | 542  | 513  | 495  | 479  |
|               | 1968 | 1982 | 1990 | 2006 | 2013 | 2015 | 2017 | 2019 | 2020 | 2022 |